# Герб Вологды
Герб города Вологды — опознавательно-правовой знак, составленный в соответствии с геральдическими правилами и являющийся основным символом местного самоуправления и городского статуса.

## Описание и обоснование символики
Герб Вологды в статусе губернского города был утверждён 2 октября 1780 года: в центре щита французской формы червлёного цвета изображение руки, выходящей из серебряных облаков. В руке — золотая держава и серебряный меч с золотым эфесом.
Геральдическое описание (блазон) гласит:
Червлёный (красный) геральдический щит с выходящей из серебряного облака десницей (правой рукой) в золотом одеянии, держащей золотую державу и серебряный меч с золотым эфесом.
Парадная версия герба города Вологды представляет собой герб города Вологды, дополненный парадными элементами: венчающая геральдический щит золотая башенная корона о пяти видимых зубцах, каждый из которых заканчивается тремя малыми зубцами; щитодержатели — стоящие на зелёном холме юноши с золотыми волосами в серебряных ризах, обутые золотом и с золотыми рукавами, видными из-под риз, правый юноша держит воздетый серебряный меч с золотой рукоятью в правой руке, левый — в левой; лента ордена Октябрьской Революции, опоясывающая снизу зелёный холм.
Герб Вологды внесён в Государственный геральдический регистр Российской Федерации под № 1205 на основании решений Геральдического совета при Президенте Российской Федерации от 16 мая 2003 года, протокол N 16 и от 3 октября 2003 года.

## История

### Эмблемы вологодских полков
В 1712 году впервые появляется ротное знамя Вологодского полка с эмблемой Вологды. Она представляла собой выходящую из облака золотую руку, держащую кривую саблю и лавровую ветвь, которая опиралась на державу (глобус). Эмблему окружала золотая декоративная рамка с серебряными бантами обременённая внизу золотой пальмовой ветвью, а справа золотым занавесом. В таком виде эмблема указана в Знамённом гербовнике 1712 года. Автор эмблемы, вероятно, сам царь Пётр I.
Эмблема ротного знамени Вологодского полка была заимствована из книги «Символы и Емблемата» (Амстердам, 1705). Эмблема помещена в книге под номером 350 с девизом — «Через железо и злато», что в трактовке Петра I означало «Через бой к победе и славе».
В дальнейшем эмблема совершенствовалась, стала представлять композицию, составленную по геральдическим канонам, и в таком виде изображена в новом Знамённом Гербовнике 1729—1730 годов. В нём под №35 значится:
Вологодской, против старого, держава золотая, за ней из облака рука с мечом белым с золотым эфесом, поле красное
.
8 марта 1730 года утверждён герб Вологды и Вологодской провинции, а его создателем стал граф Ф. М. Санти.

Знамя Вологодского Армейского полка и Вологодского Драгунского полка 1712 года
Ротное знамя Вологодского полка
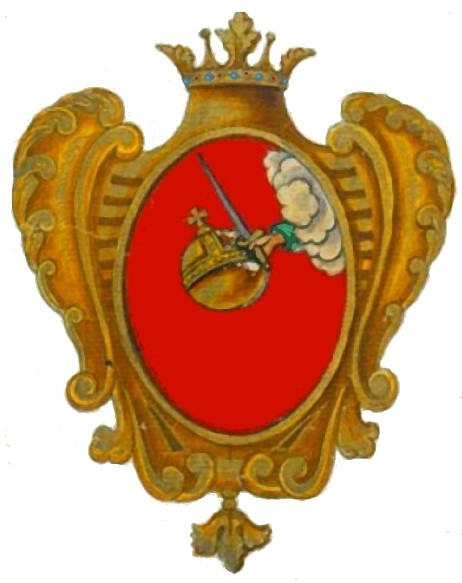
Герб Вологодской провинции 1730 года

### Гербы до 1918 года
2 октября 1780 года утверждён герб наместнического города Вологды:
Червлёный (красный) геральдический щит с выходящей из серебряного облака десницей (правой рукой) в изумрудном (зелёном) одеянии, держащей золотую державу и серебряный меч с золотым эфесом.
27 февраля 1859 года барон Бернгард Кёне разработал проект герба губернского города Вологды.
В червлёном щите выходящая из серебряного облака, в золотом одеянии, рука, держащая золотую державу и серебряный меч. Щит увенчан золотою башенною короною о трёх зубцах и окружён двумя золотыми колосьями, соединёнными Александровскою лентою, согласно Высочайше утверждённым украшениям
5 июля 1878 года высочайше утверждён герб Вологодской губернии разработанный в 1858 году на основе герба Вологды бароном Б. Кёне.
В червлёном щите выходящая из серебряного облака, в золотом одеянии, рука, держащая золотую державу и серебряный меч. Щит императорскою короною и окружён золотыми дубовыми листьями, соединёнными Андреевскою лентою

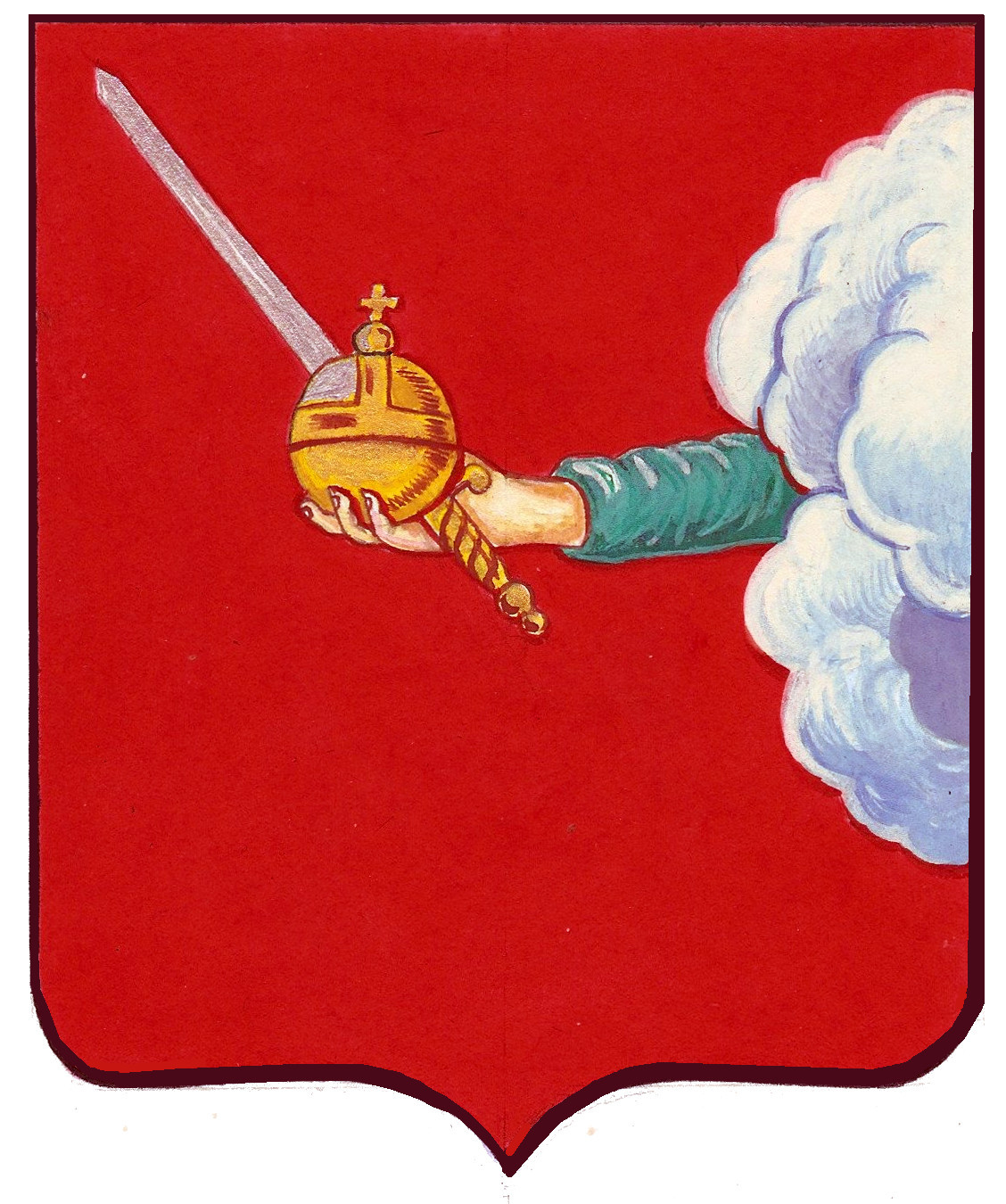
Герб Вологды 1780
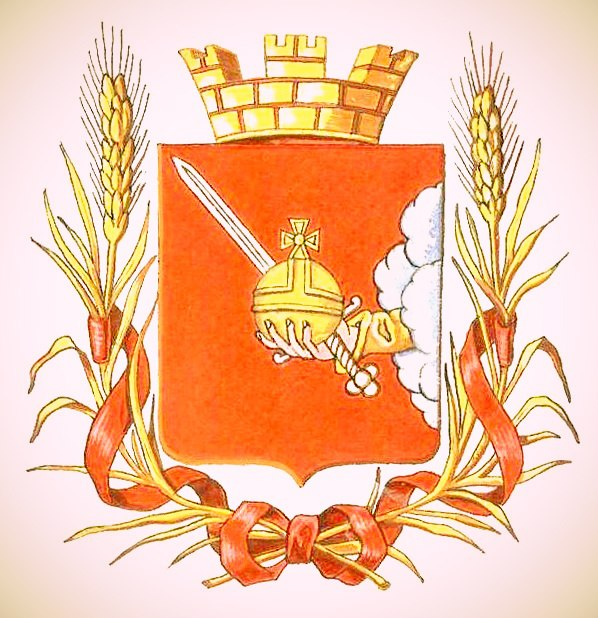
Проект герба Кёне
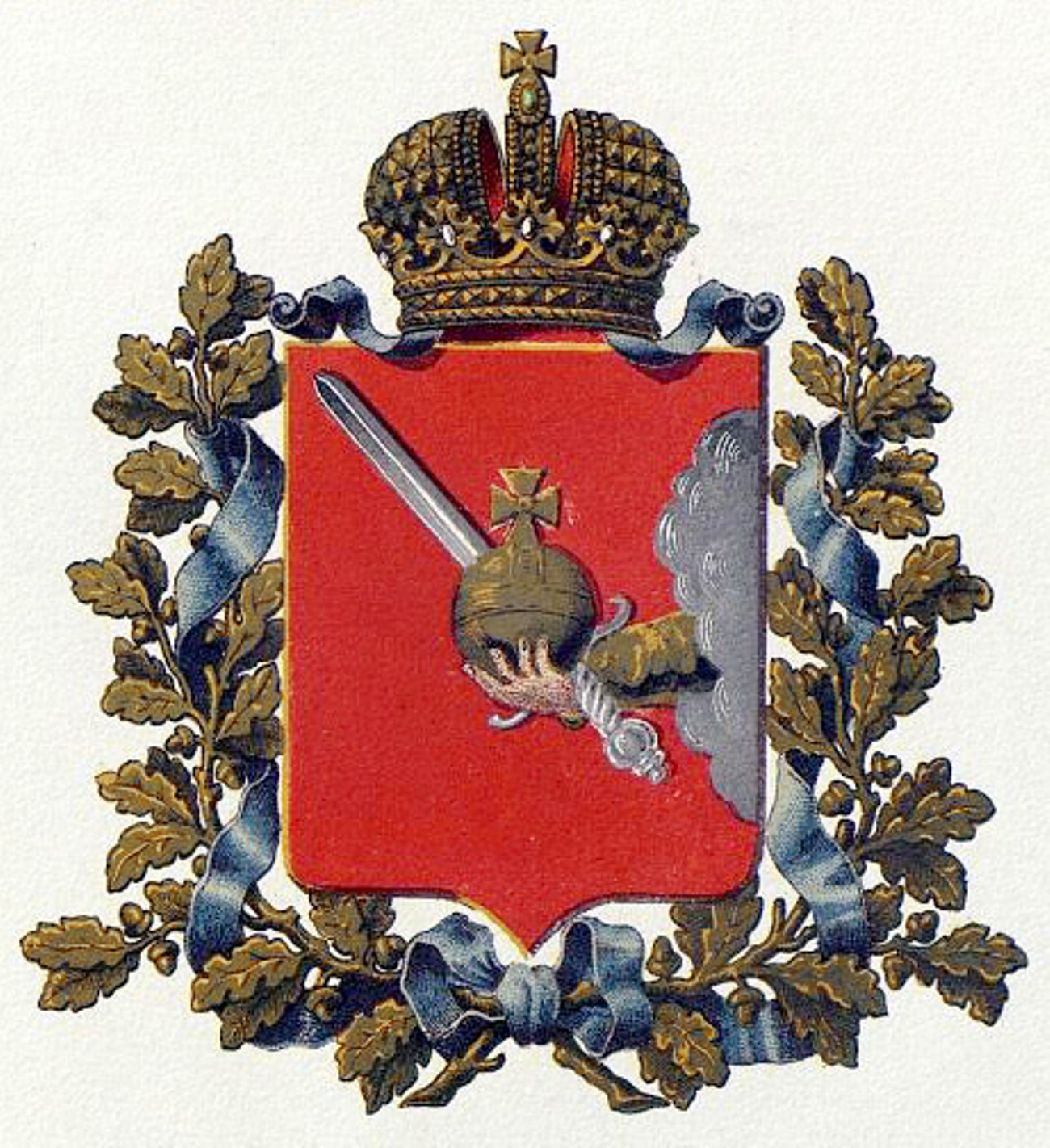
Герб Вологодской губернии 1878

### Советский период

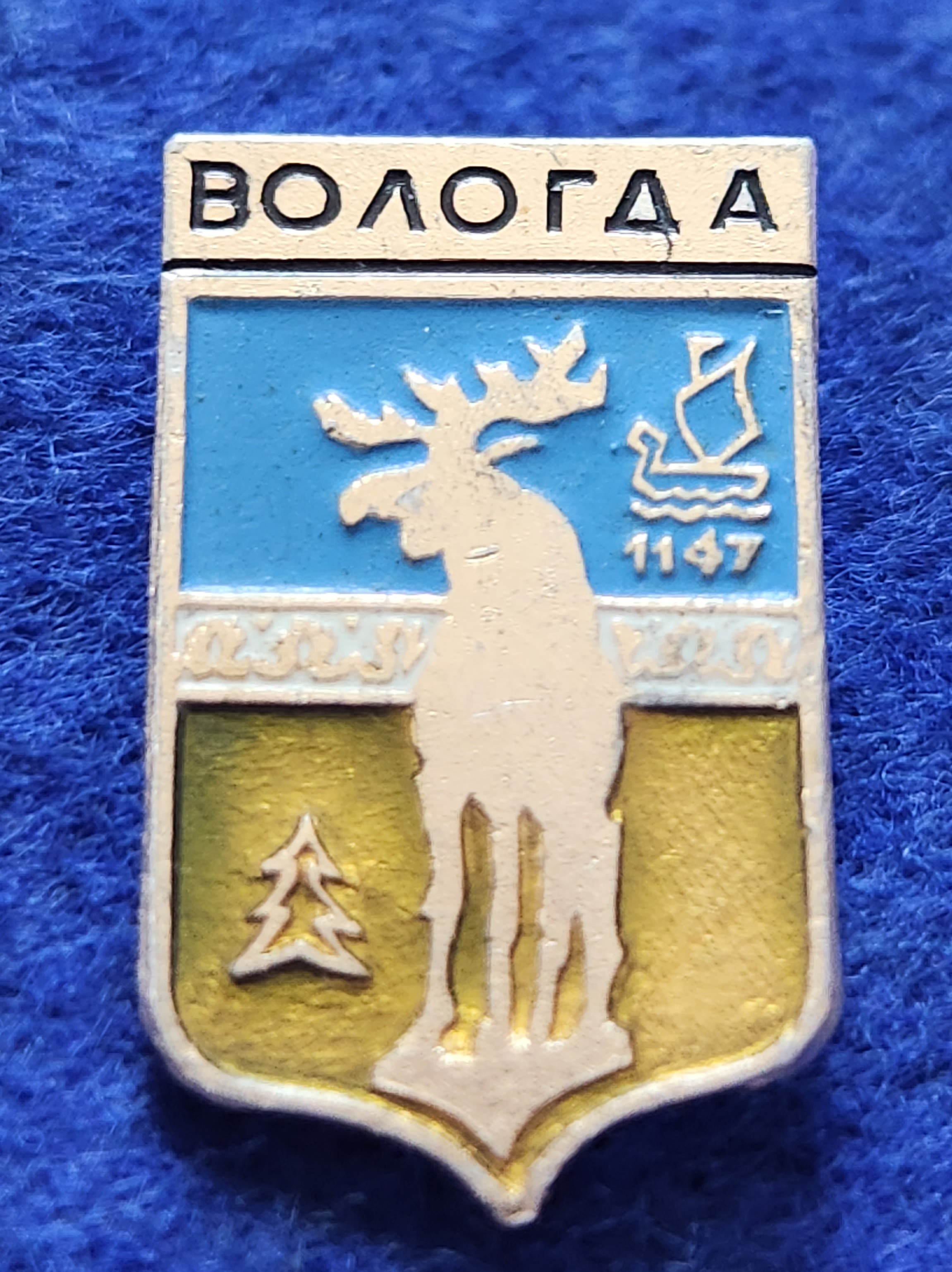
Вологда значок герб

31 мая 1967 года Вологодский горисполком утвердил советский герб Вологды. Автор проекта — Михайлов, Владимир Иванович.
Герб представляет собой четырехугольник с заострением нижней грани. Четырехугольник разделен кружевной лентой по горизонтали на 2 части, верхняя часть имеет голубой цвет, нижняя — зеленый. В центре герба изображен лось, в правом (от зрителя) верхнем углу на голубом фоне плывущая ладья, под ней цифры „1147“ — год основания города. В левом (от зрителя) нижнем углу изображена ель. Зеленый цвет, фигура лося и ель символизируют характерные для Вологды приметы — северный лес и богатый животный мир, окружающий город, голубой цвет и ладья — водные связи города, кружевная лента — издавна прославленное народное мастерство

### Новое время
11 апреля 1991 года Президиум Вологодского горсовета народных депутатов решением № 223 восстановил старый герб Вологды 1780 года.
7 июля 1994 года Совет самоуправления Вологды (городская дума) решением № 38 внес поправки в описание герба и рисунок. Автор обновленного рисунка - Олег Свириденко.
28 сентября 1995 года — Законодательным Собранием Вологодской области принят Закон «О гербе Вологодской области», который был подписан губернатором области 11 октября 1995 года (№ 35-ОЗ). Геральдическое описание герба Вологодской области:
В червлёном (красном) поле выходящая из серебряным облаков десница в золотом одеянии, держащая золотую, украшенную драгоценными камнями державу и серебряный меч с золотым эфесом, положенный в перевязь; во главе щита — российская императорская корона, как она изображалась в губернских гербах, с развевающимися лазоревыми (синими, голубыми) лентами.
 Автора проекта — О. В. Свириденко.
Герб внесён в Государственный геральдический регистр Российской Федерации под № 101 (см. галерею).

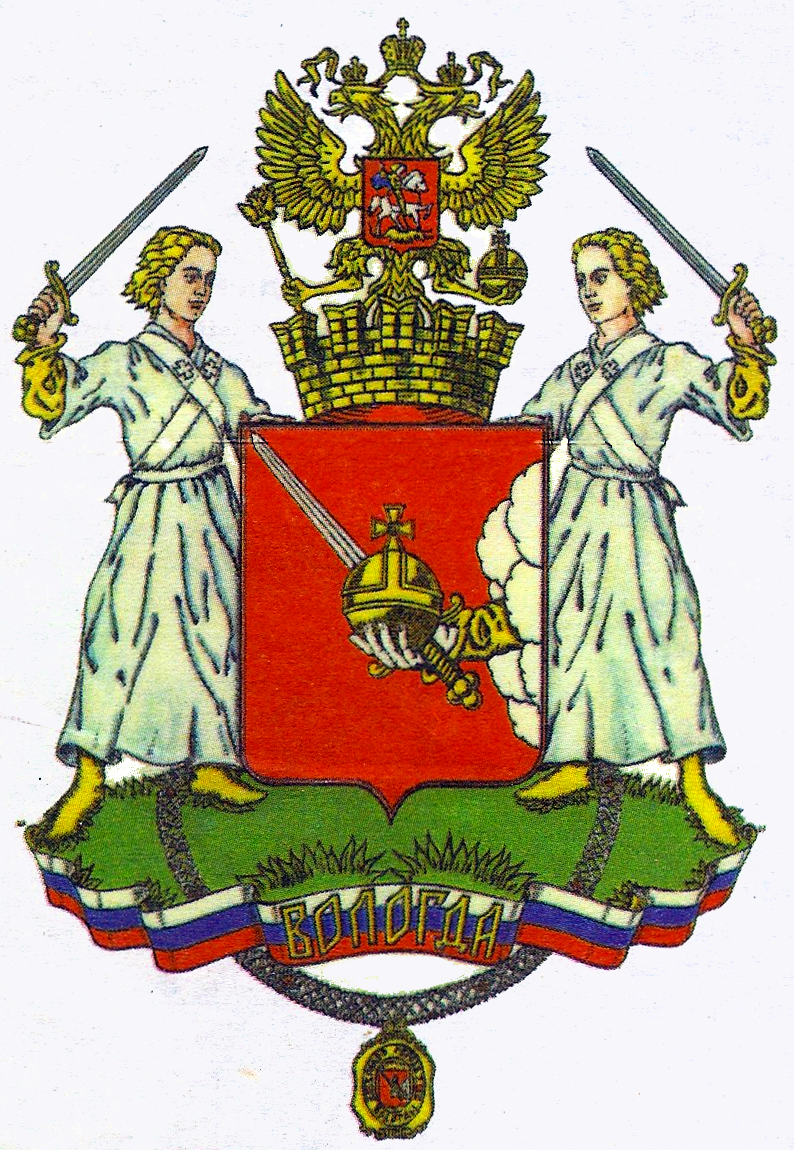
Большой герб 1997 года

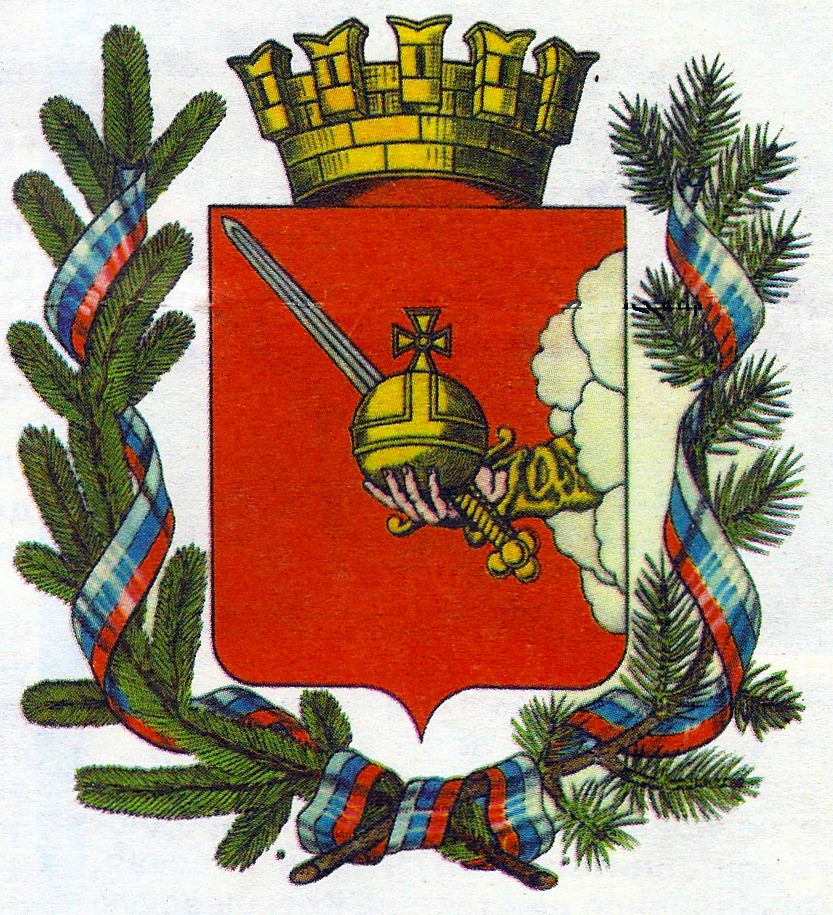
Средний герб 1997 года

5 июня 1997 года принято Положение о большом и среднем гербах Вологды:
Большой герб:

«В червленом (красном) поле выходящая из серебряных облаков десница в золотом одеянии, держащая золотую державу и серебряный меч с золотым эфесом, положенный в правую перевязь. Щит увенчан золотой башенной короной с пятью зубцами. Клейнод: возникающий золотой двуглавый российский орел. Под щитом в обрамлении цепь главы города Вологды. Щитодержатели: на изумрудном холме справа — юноша с серебряным мечом с золотым эфесом в деснице, слева — юноша с серебряным мечом с золотым эфесом в шуйце, оба в белом одеянии. Девизная лента бело-сине-красная с надписью золотыми литерами „Вологда“» Автор проекта — О.Свириденко. Художник В. Шабаров.
Средний герб:

«В червленом (красном) поле выходящая из серебряных облаков десница в золотом одеянии, держащая золотую державу и серебряный меч с золотым эфесом, положенный в правую перевязь. Щит увенчан золотой башенной короной с пятью зубцами и обрамлен справа ветвью ели, слева — ветвью сосны, обе натурального цвета, перевитые бело-сине-красной лентой». Автор проекта — О. В. Свириденко. Художник В. Шабаров.
19 июня 2003 года — Вологодская городская Дума в соответствии с рекомендациями Геральдического совета при Президенте Российской Федерации от 28.09.2000 года и предложений автора по доработке герба Вологды внесла изменение в решение Городской думы. В этом же году герб Вологды был внесён в Государственный геральдический регистр Российской Федерации под № 1205.
4 апреля 2013 года опубликован исторический герб города Вологды с Жалованной грамоты. Он заметно отличается от нынешнего герба города, где одеяние — золотое, а на историческом гербе — зелёное.

## В нумизматике
1 октября 2007 года — Центральный Банк Российской Федерации выпустил памятную монету из сплава металла латуни и мельхиора (диаметр 27 мм, тираж 5 миллионов штук) номиналом 10 рублей из серии «Древние города России» (Каталожный номер: 5514-0048) с изображением в центре — изображения Софийского кафедрального собора и колокольни на фоне панорамы города, слева — река и ошибочно помещён герб Вологодской области (на официальном сайте Банка России в описании монеты значится — герб города Вологды), по окружности на кольце — надписи: вверху — «ДРЕВНИЕ ГОРОДА РОССИИ», внизу — «ВОЛОГДА».